# Боб Ґергардт
Боб Ґергардт (англ. Bob Gerhardt, 3 жовтня 1903 — 23 січня 1989) — американський академічний веслувальник.
Бронзовий призер Олімпійських Ігор 1924 року в складі розпашної четвірки зі стерновим.